# Monte Macklin
El monte Macklin (en inglés: Mount Macklin) es una elevación conformada por dos picos (de los cuales el mayor posee 1900 m s. n. m. de altura), ubicado entre el Monte Carse y el risco Douglas en la parte sur de la cordillera Salvesen en Georgia del Sur, en el océano Atlántico Sur, cuya soberanía está en disputa entre el Reino Unido el cual las administra como «Territorio Británico de Ultramar de las islas Georgias del Sur y Sandwich del Sur», y la República Argentina que las integra al Departamento Islas del Atlántico Sur, dentro de la Provincia de Tierra del Fuego, Antártida e Islas del Atlántico Sur. Fue examinado por la South Georgia Survey en el período 1951-1957 y fue nombrado por el Comité Antártico de Lugares Geográficos del Reino Unido por Alexander Macklin, el médico de la expedición de la Expedición Imperial Transantártica bajo Ernest Shackleton, entre 1914 y 1916.